# 1961 en Colombie-Britannique
Chronologie de la Colombie-Britannique
- 1957
- 1958
- 1959
- 1960
- 1961
- 1962
- 1963
- 1964
- 1965

Cette page concerne des événements qui se sont produits durant l'année 1961 dans la province canadienne de Colombie-Britannique.

## Politique
- Premier ministre : W.A.C. Bennett.
- Chef de l'Opposition : Robert Strachan[1] du Parti social démocratique du Canada
- Lieutenant-gouverneur : George R. Pearkes
- Législature :

## Naissances
- 15 janvier à Port Alberni : James Matthew Lowery, plus connu sous le nom de Jamie Lowery , joueur de soccer international canadien, qui évoluait au poste de milieu de terrain.

- 5 mai à Victoria : Mark E. Cardinal, joueur de rugby à XV canadien, évoluant au poste de talonneur pour l'équipe nationale du Canada.

- 18 octobre à Port Alberni : Eric Jespersen, skipper canadien.